# Celis Blanco
Celis Blanco (c. 1995-San Diego, Venezuela, 9 de noviembre de 2018) fue un estudiante venezolano y secretario de la juventud del partido Acción Democrática en Chichiriviche, estado Falcón, asesinado a los 23 años antes de presentarse a las elecciones estudiantiles de la Universidad de Carabobo de 2018.
El 9 de noviembre de 2018 fue hallado su cuerpo sin vida en San Diego, estado Carabobo. Blanco iba a postularse como candidato al cargo de Presidente de la Federación de Centros Universitarios (FCU) por la Alianza Innovación 111. La autopsia practicada a Blanco reveló que su muerte fue violenta: «hemorragia cerebral, traumatismo craneal y fractura de cuello». En respuesta a esto, el Secretario General de Acción Democrática en Carabobo, Rubén Limas pidió respuestas del gobierno nacional y del Cuerpo de Investigaciones Científicas, Penales y Criminalística (CICPC).